# Anson (Texas)
Pour les articles homonymes, voir Anson.
Ne doit pas être confondu avec Anton (Texas).
La ville d’Anson est le siège du comté de Jones, dans l’État du Texas, aux États-Unis. Elle comptait 2 430 habitants lors du recensement de 2010.

## Histoire
Le premier nom de la localité était Jones City. En 1882, elle a été renommée Anson en hommage à Anson Jones, dernier président de la république du Texas.
La ville fut au cœur des revendications ouvrières au début du XXe siècle.

## Démographie
| Groupe            | Anson | Texas | États-Unis |
| ----------------- | ----- | ----- | ---------- |
| Blancs            | 78,6  | 70,4  | 72,4       |
| Autres            | 15,2  | 10,6  | 6,4        |
| Afro-Américains   | 2,9   | 11,9  | 12,6       |
| Métis             | 2,4   | 2,7   | 2,9        |
| Asiatiques        | 0,5   | 3,8   | 4,8        |
| Amérindiens       | 0,5   | 0,7   | 0,9        |
| Total             | 100   | 100   | 100        |
|                   |       |       |            |
| Latino-Américains | 38,9  | 37,6  | 16,7       |

Selon l'American Community Survey, pour la période 2011-2015, 80,35 % de la population âgée de plus de 5 ans déclare parler l'anglais à la maison, 19,39 % l'espagnol et 0,26 % une autre langue.
Durant la période 2012-2016, 3,2 % de la population de la ville est née étrangère — tous en Amérique latine — (contre 16,7 % à l'échelle de l’État et 13,2 % à l'échelle nationale). De plus, 28,2 % d'entre eux ont été naturalisés américains.

## Source
- (en) Cet article est partiellement ou en totalité issu de l’article de Wikipédia en anglais intitulé « Anson, Texas » (voir la liste des auteurs).

1. ↑  (en) Connie Ricci, « Anson,TX », sur tshaonline.org (consulté le 1er avril 2018).
2. ↑  Regeneración (journal mexicain)
3. ↑  (en) « Anson, TX Population - Census 2010 and 2000 », sur censusviewer.com.
4. ↑  (en) « Population of Texas - Census 2010 and 2000 », sur censusviewer.com.
5. ↑  (en) « Language spoken at home by ability to speak English for the population 5 years and over », sur factfinder.census.gov.
6. ↑  (en) « Selected social characteristics in the United States », sur factfinder.census.gov (consulté le 11 avril 2018).